# 蓝宫

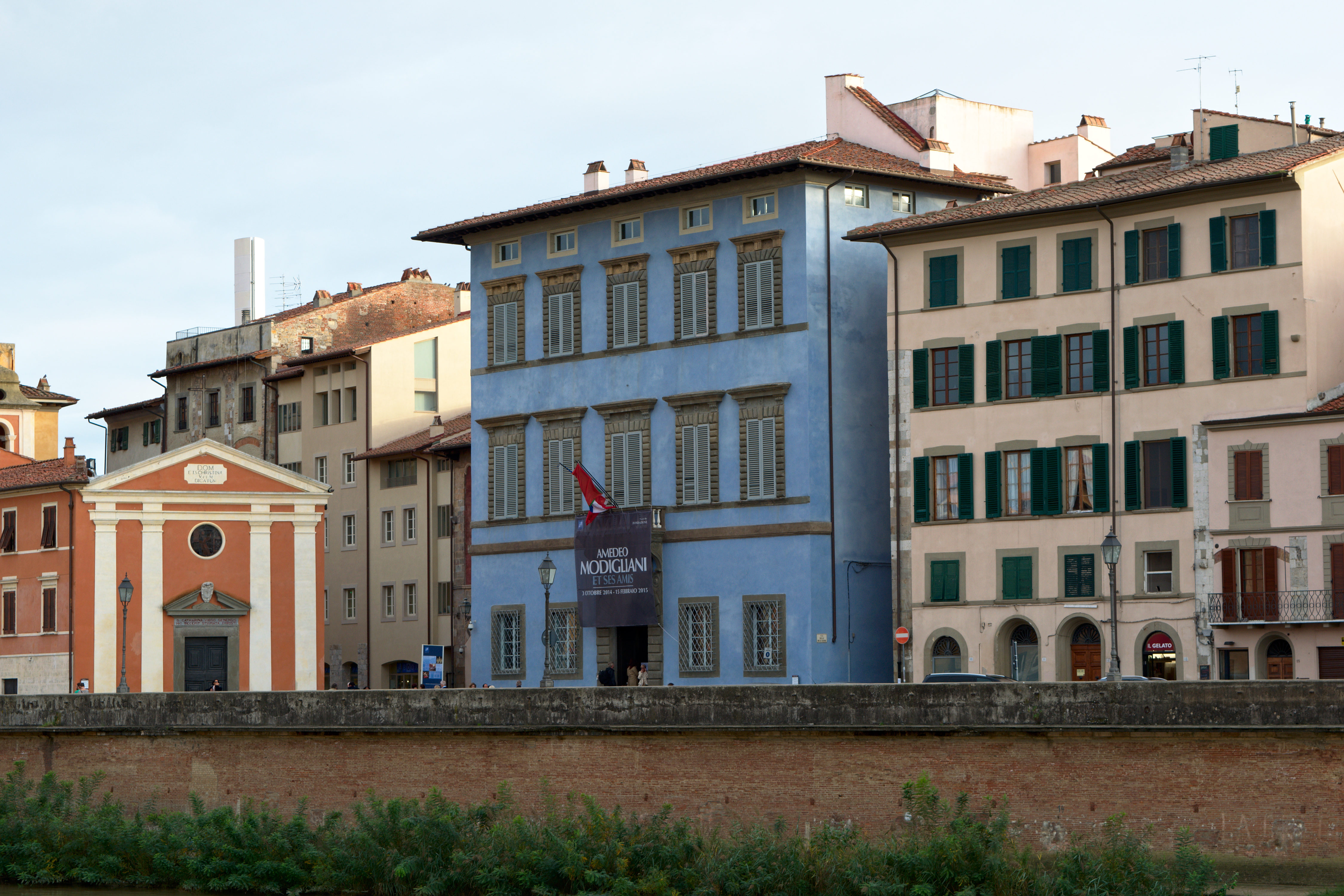

蓝宫（Palazzo Blu）是意大利比萨的一个博物馆和文化活动中心，位于历史中心的心脏地带甘巴科尔蒂滨河路9号。它是由比萨基金会资助的蓝宫基金会（Fondazione Palazzo Blu）管理，设于由比萨基金会修复的古老宫殿瓜兰迪宫（Palazzo Giuli Rosselmini Gualandi）。它的名字中的蓝色，是在十八世纪获得宫殿的俄罗斯业主的品味。
蓝宫常设展览分为几个部分：比萨基金会收藏，在二楼；钱币和古文物，在一楼；以及从300年和文艺复兴时期至公元1800年艺术；二十世纪以来的丰富收藏。
每年蓝宫还会举办一些重要的临时展览。礼堂常举办文化艺术方面的会议，研讨会和活动。